# A casita clara – paisagem (Amadeo)
A casita clara – paisagem é uma pintura a óleo sobre tela do pintor modernista português Amadeo de Souza Cardoso (1887-1918) datada de 1915 e pertencente à Coleção Moderna do Museu Calouste Gulbenkian em Lisboa.
A série de janelas que Amadeo pintou entre 1915 e 1916, entre as quais esta obra, com as suas formas abstractas e cores garridas, torna claro porque se escreveu então que sobre elas corria o “vermelho, vermeeeeelho, amaaaaarélo, todos os tons de amarelo; verde intensamente verde, as cores da rapidez, da alegria, concebidas no tempo e não no espaço, as cores do carnaval mais estravagante e estridenteǃ”
A obra está assinada no canto superior esquerdoː «amadeo / de souza / cardoso

## Descrição
Segundo a sua página na Web, o Centro de Arte Moderna dispõe de uma aguarela que está certamente ligada a esta pintura, e embora não seja seguro tratar-se dum estudo, torna clara a mestria de Amadeo na pintura a óleo, com pinceladas fluentes que estendem o espaço como se solto das restrições do óleo. Os contrastes simultâneos entre estas cores vivas têm um claro parentesco com obras do mesmo período de Robert Delaunay, então exilado em Vila do Conde, que teorizava sobre estes "contrastes" e os reformulava, desde que os inventou, numa série de Fenêtres (Janelas) de 1912 (dois exemplos desta série em Galeria). Em parte, a simultanée formou-se como reacção ao claro-escuro do Cubismo. Mas esta pintura da cor pela cor era assim considerada sobretudo como um perspectiva especificamente pictórica e que correspondia a um estado de sensibilidade poética, o que foi de imediato celebrado por Apollinaire e Blaise Cendrars.

## Apreciação
Amadeo não foi o único artista a abandonar Paris com o eclodir da Grande Guerra (1914-18). Também Matisse se deslocou para o sul com Juan Gris, tendo em 1914 pintado a sua célebre e sombria Porte-Fenêtre a Colliure que abria para o preto absoluto do mundo em perigo. É assinalável o contraste desta obra com a produção de Amadeo nos primeiros anos do exílio na sua aldeia natal de Manhufe, no que foi um verdadeiro regresso às suas raízes e que deu origem a uma pintura plena de vitalidade e de cores radiantes, com obras que se impõem na geografia do modernismo como “ex-cêntricas”, mas de maneira alguma isoladas.

## Galeria

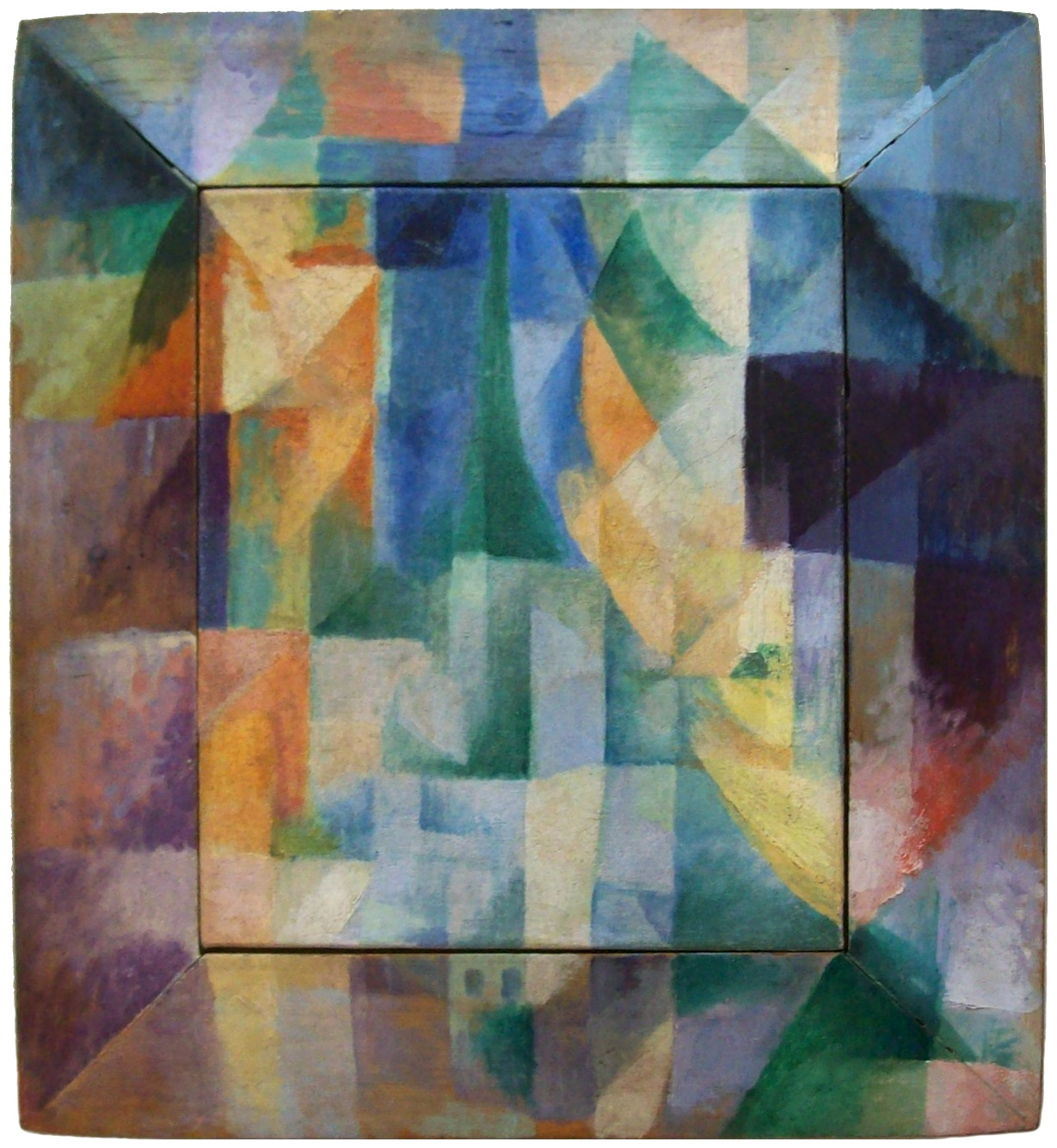
Les Fenêtres simultanées sur la ville (1912), Robert Delaunay, no Kunsthalle de Hamburgo
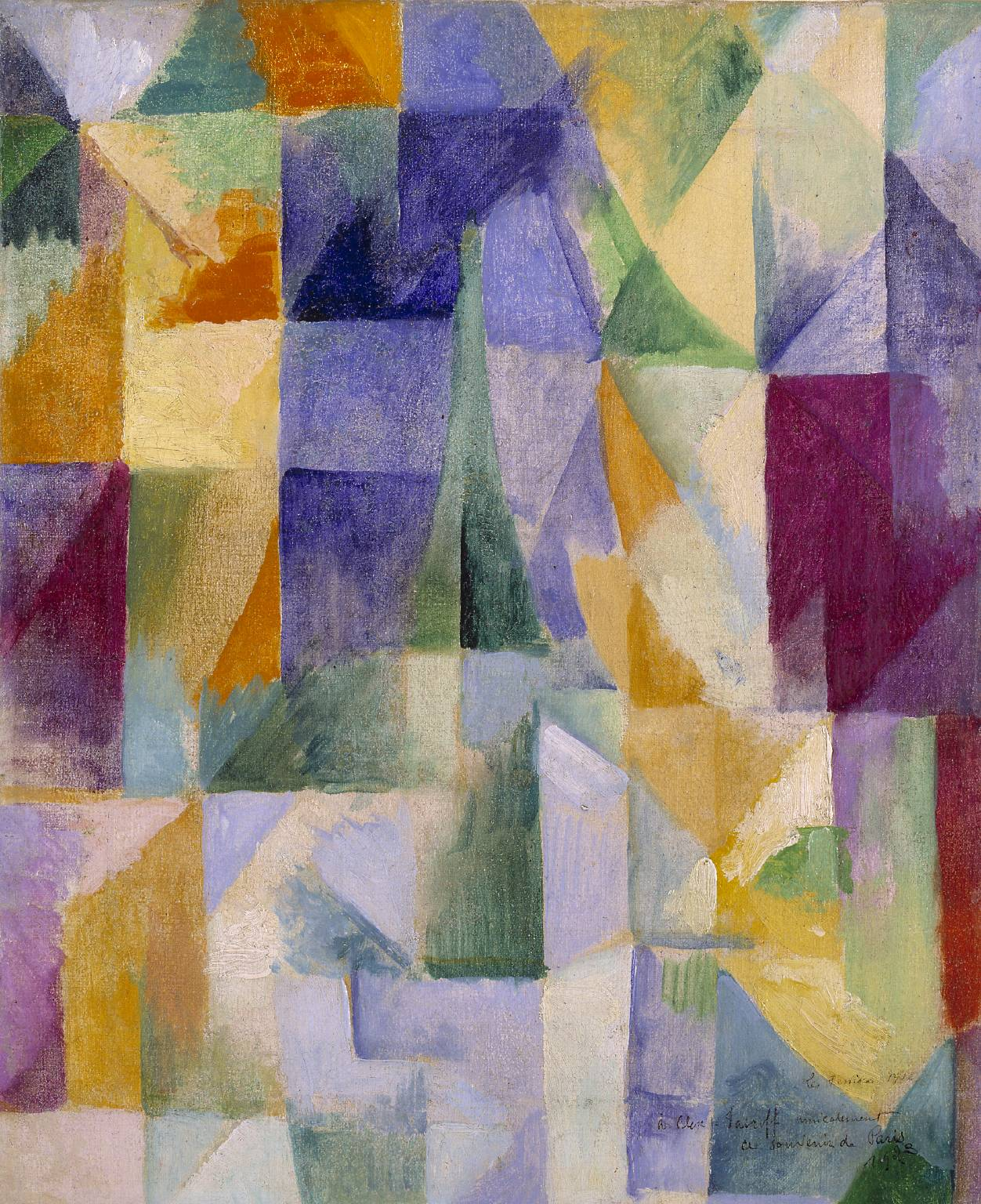
Fenêtres ouvertes simultanément (1912), Robert Delaunay, na Tate Gallery, Londres